# Táhni věží
»Táhni věží« je skladba ter četrti singl češke skupine Banjo Band. Izdan je bil leta 1975 pri založbi Supraphon.
| A stran | A stran                                | A stran |
| Št.     | Naslov                                 | Dolžina |
| ------- | -------------------------------------- | ------- |
| 1.      | „Táhni věží‟ (Ivan Mládek/Ivan Mládek) | 2:04    |

| B stran | B stran                                     | B stran |
| Št.     | Naslov                                      | Dolžina |
| ------- | ------------------------------------------- | ------- |
| 1.      | „Vytáhnu Rolety‟ (Emil Synek/Mojmír Smékal) | 2:21    |

## Zasedba
- Ivan Mládek – banjo, kazoo, vokal
- Pavel Skála – klavir
- Jiří Čech – kitara
- Vaclav Dědina – tuba
- Tomáš Procházka – bobni
- Nora Marková – violina